# Zărnești, Buzău
Zărnești (în trecut, și Zărneștii de pe Câlnău) este un sat în comuna cu același nume din județul Buzău, Muntenia, România. Se află în valea Câlnăului, în Subcarpații de Curbură.
La sfârșitul secolului al XIX-lea, satul Zărnești era reședința unei comune cu același nume (denumită și Zărneștii de Câlnău), aflată în plaiul Slănic al județului Buzău. Comuna avea în componență cătunele Ghizdita, Luncași și Zărnești, cu o populație de 1300 de locuitori. În ea funcționau o școală la Ghizdita, o biserică, o moară cu aburi și 3 stâne. Lângă Zărnești s-au descoperit în 1884 rămășițele unor mastodonți, care au fost duse la muzeul de istorie naturală din București.
În 1925, comuna Zărnești a fost contopită cu comuna Fundeni, formând comuna Fundeni-Zărnești. Aceasta a fost inclusă în plasa Câlnău a aceluiași județ, și era alcătuită din satele Fundeni (reședință), Cuculeasa, Ghizdița, Luncași și Zărnești, cu o populație de 4017 locuitori. Reședința comunei a fost stabilită la Fundeni și, deși comuna și-a luat ulterior numele de Zărnești, satul Zărnești nu a mai fost reședință de comună.